# Nihon Montoku tennō jitsuroku
Nihon Montoku tennō jitsuroku (日本文徳天皇実録, Les Chroniques véridiques du règne de l'empereur Montonku), abrégé Montoku jitsuroku, est un texte d'histoire du Japon commandé officiellement. Complété en 879, c'est le cinquième texte de la série des Rikkokushi. Il couvre les années 850 à 858 qui correspondent au règne du 55e souverain du Japon, l'empereur Montoku (827-858).

## Contexte
À la suite du précédent manuel d'histoire nationale Shoku nihon kōki en 869, l'empereur Seiwa ordonne en 871 la compilation des années écoulées depuis. L'ouvrage est principalement édité par Fujiwara no Mototsune avec l'aide de Minabuchi no Toshina, Ōe Otondo, Shimada no Tadaomi, Sugawara no Koreyoshi, Yoshibuchi no Yoshinari et d'importantes contributions de Miyako no Yoshika. Le texte est achevé en 879.

## Contenu
Écrit en style kanbun et contenu en dix volumes, le texte couvre neuf années du règne de l'empereur Montoku allant de 850 à 858. L'ouvrage est caractéristique en ce qu'il contient peu de détails politiques mais de nombreuses nécrologies des nobles,.